# ラーダ・ニーヴァ
ラーダ・ニーヴァ (英語: Lada Niva, ロシア語: Лада Нива、VAZ-2121)は、アフトヴァースがラーダブランドで製造・販売しているクロスオーバーSUVである。
本稿ではアフトヴァースとゼネラルモーターズ (GM) の合弁会社、GM-アフトヴァースが製造しているシボレー・ニーヴァについても説明する。

## 概要
ニーヴァはモノコック構造の車体、前輪独立サスペンションを持つ乗用車型SUVであるが、ロック機構を有するセンターデフと、トランスファーに2速の副変速機を持つ本格的なフルタイム4WD車としてはランドローバー・レンジローバーに続くもので、その後のSUV車の設計に大きな影響を与えたモデルである。ラーダ各車のベースとなった フィアット・124の影響も受けているが、ボディ、四輪駆動システム、フロントサスペンションなどはアフトヴァーズ独自の設計である。また、当初から前輪にサーボ付きディスクブレーキを装着していた点も当時のソ連の車としては非常に進歩的と言えた。
エンジンはキャブレター付き直列4気筒 SOHC 1.6L 72馬力のガソリンエンジンで、ギアボックスは4/5速のマニュアルのみ。フルタイム四輪駆動方式でオフロード走行に欠かせないセンターデフロックや副変速機も搭載する。最高速度130km/hで860kgまでのトレーラーの牽引が可能である。
サスペンションは1970年代の四輪駆動車としては画期的な前輪独立懸架であったのみならず、後輪も固定軸ながら5リンク式コイルスプリングを採用している。最低地上高は23.5cm取られており、水深51cmまでなら水上走行も可能である。 
デビュー当初からマイナーチェンジは繰り返されているものの、フルモデルチェンジはされることなく生産され続けている、「生きた化石」ともいえる存在である。エンジンは現在は燃料噴射装置（最初はGM製、後にボッシュ製）付きの1.7Lエンジンに換装されている。1995年以降は、テール部分のデザイン変更によってテールゲートがバンパーレベルから開くように改良された。
フルサイズのスペアタイヤはボンネット内に収納され、標準の工具キットは21種類もの工具が入っており、いずれもオフロードや過酷な気候で酷使されることを前提としたニーヴァにふさわしい装備品となっている。
なお、ニーヴァはウラジーミル・プーチンの愛車でもある。

### 輸出
ニーヴァは乗用車的な設計と低価格によって世界各国に輸出されたが、1980年代以降イギリスはじめ西欧各国のディーラーではサイドストライプやアルミホイール、サンルーフ、バンパーガードなどでニーヴァをレジャーカー風に仕立てて、「ニーヴァ・コサック」として販売した。西欧各国への輸出は、安全・公害規制に対応出来なくなったことから1997年には終了となった。いくつかの市場ではプジョー製1.9Lディーゼルを搭載したモデルも販売された。
1980年代には、並行輸入業者の団体である外国自動車輸入協同組合(FAIA)によって日本へも輸入され、会員各社を通じて全国的に販売された。既にこの時期になると、デビュー当初は高水準であった乗り心地や快適性も時代遅れの水準となっており、パワーステアリング、オートマチック、エアコン等の1980年では常識化した快適装備とも無縁のニーヴァは、設計時のコンセプトとは違い非常にスパルタンな硬派の四駆マニア向けのモデルとして日本市場に受け入れられ人気を博した。2010年より渋谷区千駄ヶ谷の株式会社ルパルナスが2025年3月時点で、引き継ぎロシア製及びガザフスタン製の新車及びパーツの輸入を継続している。

## シボレー・ニーヴァ
2001年に設立されたアフトヴァースとGMの合弁会社、GM-アフトヴァースは、2002年9月23日からシボレー・ニーヴァ (Chevrolet Niva) の製造を行っている。以前はVAZ-2123として知られていたこの車種は、旧来のVAZ-2121をベースにしながらも全く新しいボディや内装が与えられた。過酷なツンドラの風土を想定した設計がなされており、数多の現代的で手頃なSUVと比較して模範的なオフロード能力を備えている。
2009年にはベルトーネスタジオの手によるフェイスリフトが行われた。
2013年8月2日、通算50万台目のシボレー・ニーヴァがラインオフした。
2020年8月、シボレー・ニーヴァとしての生産を終了。ラーダ・ニーヴァトラベルとして販売がスタート。

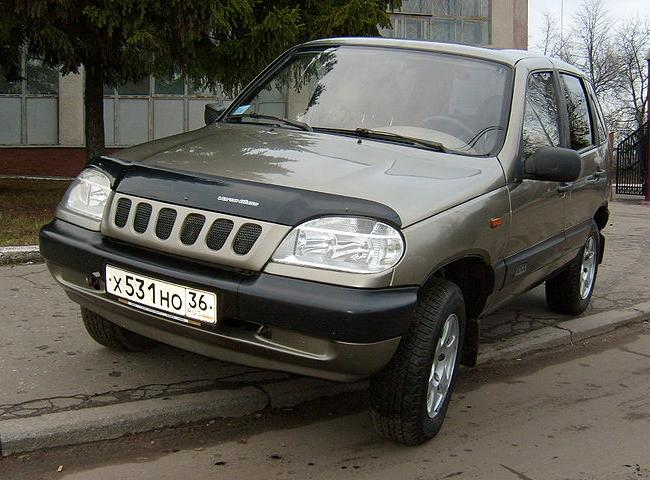
VAZ-2123（1998–2002年）
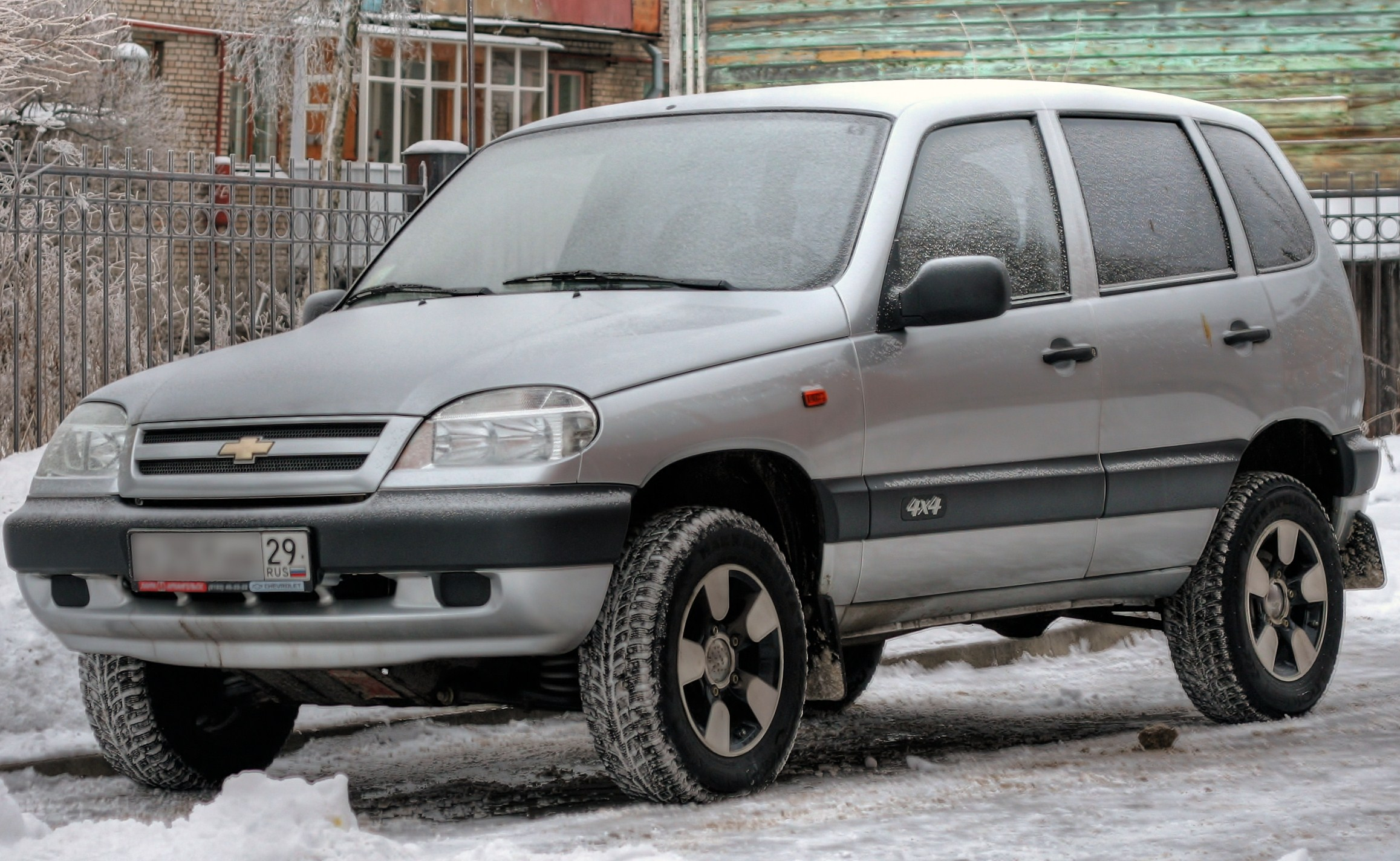
シボレー・ニーヴァ（2004-2009年型）
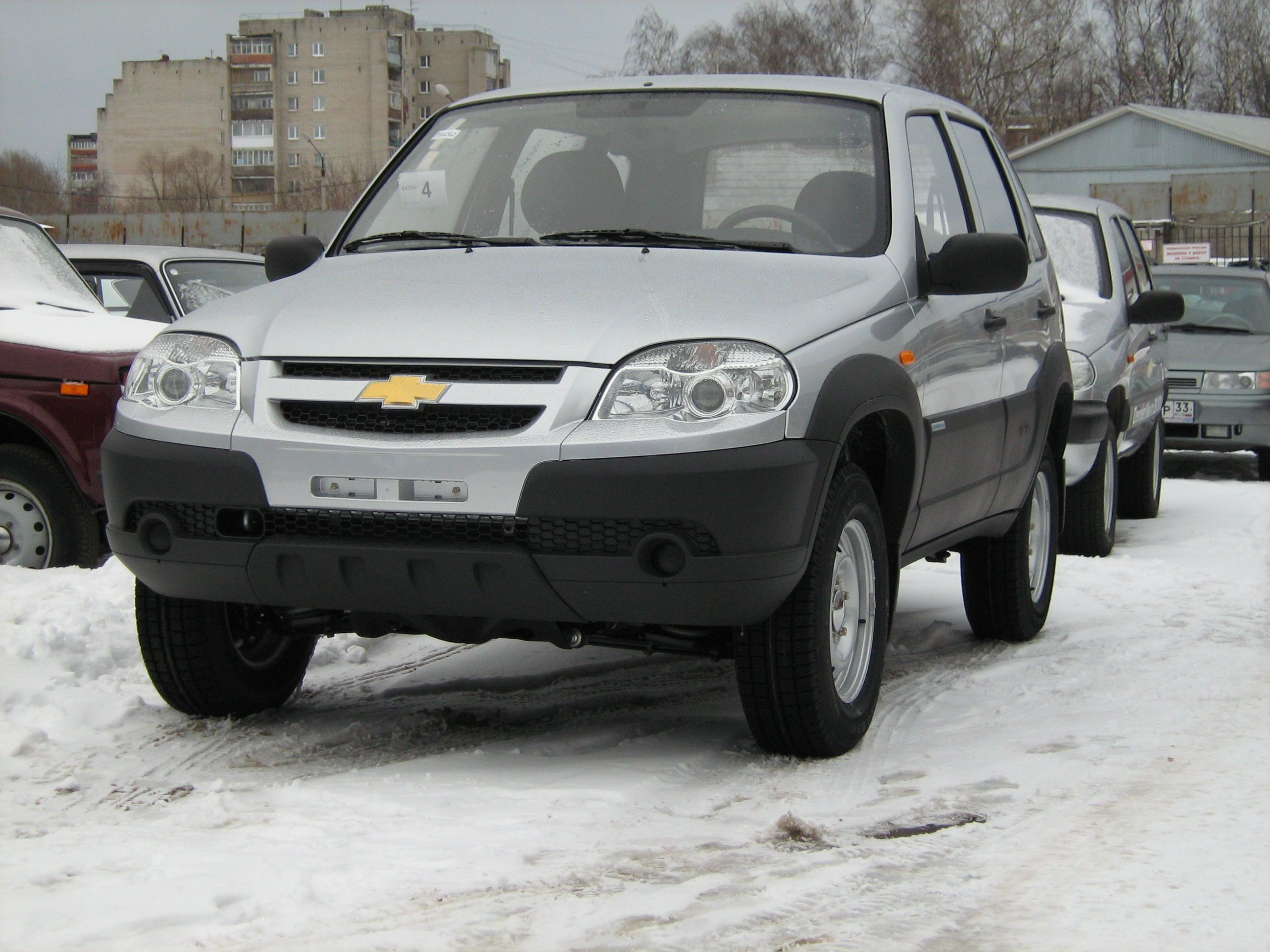
(2009-2020年型 — ベルトーネボディキット付き。)